# Nematomenia banyulensis
Nematomenia banyulensis är en blötdjursart som först beskrevs av Georges Florentin Pruvot 1890.  Nematomenia banyulensis ingår i släktet Nematomenia och familjen Dondersiidae. Arten är reproducerande i Sverige. Inga underarter finns listade i Catalogue of Life.